# Youwei (köpinghuvudort i Kina, Shanxi Sheng, lat 40,16, long 112,35)
Youwei (kinesiska: 右卫) är en köpinghuvudort i Kina. Den ligger i provinsen Shanxi, i den norra delen av landet, omkring 260 kilometer norr om provinshuvudstaden Taiyuan. Antalet invånare är 10 017. Befolkningen består av 4 812 kvinnor och 5 205 män. Barn under 15 år utgör 13,0 %, vuxna 15-64 år 72 %, och äldre över 65 år 13,0 %.
Runt Youwei är det ganska tätbefolkat, med 67 invånare per kvadratkilometer. Youwei är det största samhället i trakten. Trakten runt Youwei består i huvudsak av gräsmarker.
Genomsnittlig årsnederbörd är 627 millimeter. Den regnigaste månaden är juli, med i genomsnitt 197 mm nederbörd, och den torraste är januari, med 3 mm nederbörd.